# リサ・カント
リサ・カント（Lisa Cant、1984年12月28日 - ）は、カナダのファッションモデル。アルバータ州エドモントン出身。カルガリーのImages Models、トロントのSutherland Models、ニューヨークのTrump Modelsに所属している。髪はブルネット、目はブルーという人形を彷彿とさせる顔立ちで、ヘザー・マークス、ジェシカ・スタム、リリー・コール、ジェマ・ウォード、デヴォン青木などと比較されることがある。
14歳のときにスカウトされてモデル界入りした。現在、コーセーのBEAUTE de KOSEのポスターに起用されている。